# 31
Aquesta pàgina és per a l'any. Per al nombre, vegeu trenta-u.

## Esdeveniments
- Tiberi torna a Roma des de Capri.

## Naixements
- Gai Musoni Ruf, filòsof romà.

## Necrològiques
- Roma: Sejà per orde de Tiberi.
- Roma: Livil·la.
- Sant Esteve màrtir, apedregat.